# Мелиса Рауч
Мелиса Айви Рауч (на английски: Melissa Ivy Rauch)  е американска актриса, известна с ролята си на Бернадет Ростенковски в ситкома „Теория за Големия взрив“.

## Личен живот
Родена е на 23 юни 1980 година. Омъжена е за сценариста Уинстън Рауч. На 11 юли 2017 година съобщава, че е бременна. На 4 декември 2017 година съобщава в Инстаграм, че е родила момиче.